# Willa Krausego w Toruniu
Willa Krausego w Toruniu – budynek znajdujący się przy ul. Stefana Batorego 5 na Mokrem w Toruniu.
Formą budynek odwołuje się do romantycznego pałacyku. Został wybudowany w 1903 roku. Projektantem budynku był architekt i przedsiębiorca budowlany Fritz Keintje. Willa wyróżnia się narożną wieżą z wysokim dachem czterospadowym i bogatym zdobnictwem fasady. Była otoczona ogrodem, zabudowanym w latach 60. XX wieku. Po II wojnie światowej budynek podzielono na kilka mieszkań, był zasiedlony do 1986 roku. W 2000 roku przeprowadzono renowację willi.